# Milan Tošnar

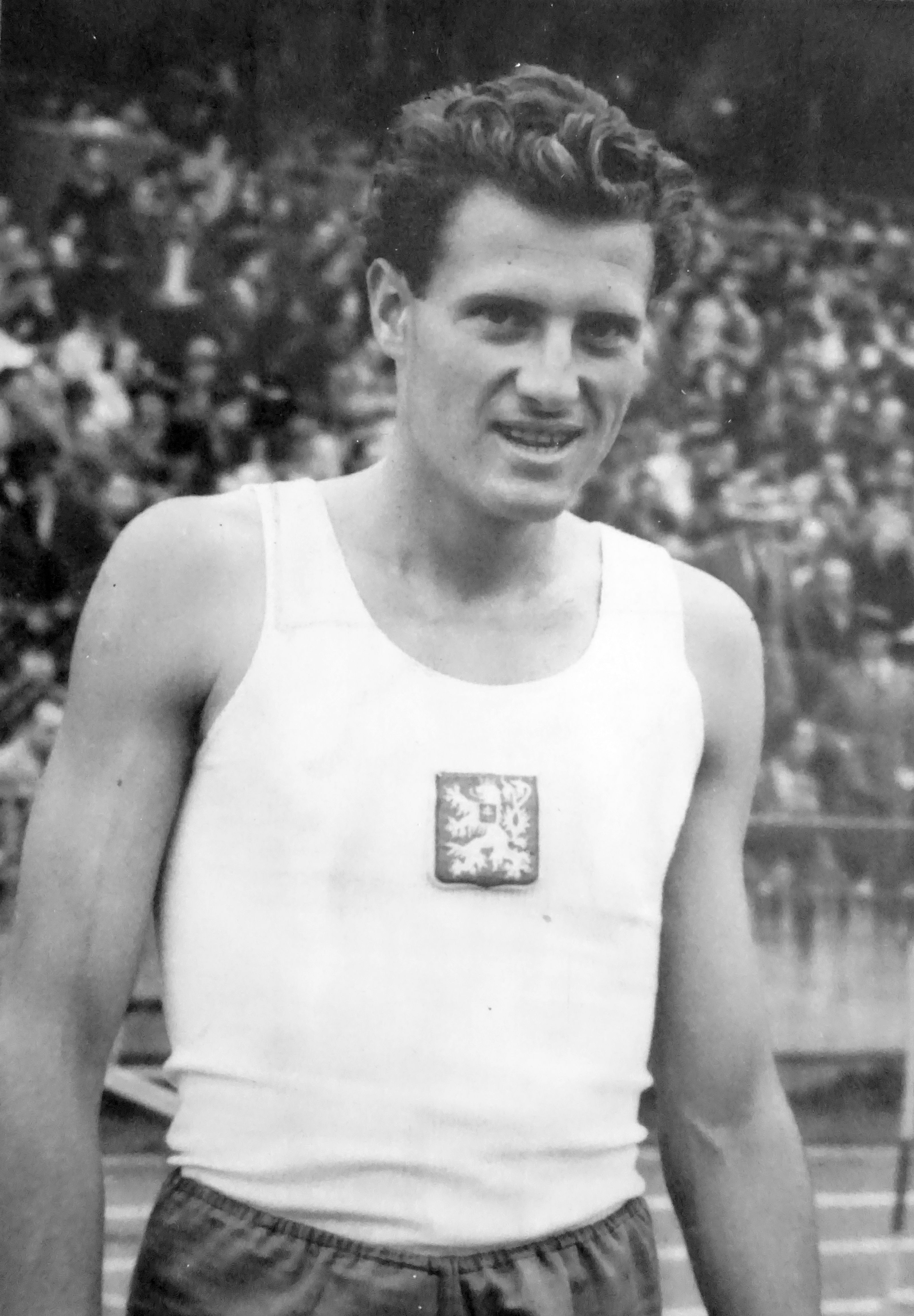
Milan Tošnar
in seiner aktiven Zeit

Milan Tošnar (* 27. Februar 1925 in Brünn; † 15. Juni 2016 in Prag) war ein tschechischer Hürdenläufer, Trainer und Sportfunktionär. Er war der erste tschechoslowakische Läufer, der die 110-Meter-Distanz unter 15 Sekunden lief.

## Leben und Wirken
Tošnar studierte von 1946 bis 1950 an der Pädagogischen Fakultät der Masaryk-Universität in Brünn. 1961 verteidigte er seine Dissertation an der Fakultät für Körpererziehung und Sport der Karls-Universität Prag.
Noch parallel zu seiner eigenen sportlichen Laufbahn wirkte Tošnar ab 1952 als Trainer, davon bis 1956 als Cheftrainer, der Leichtathleten von Dukla Prag. An den Olympischen Spielen 1960 in Rom nahm er als Trainer teil. Zu seinen Schützlingen gehörten u. a. Václav Janeček, Vilém Mandlík, Milan Čečman und Jiří Kynos.
1966 wechselte Tošnar als Assistenztrainer zum Fußballklub Dukla Prag, mit dem er noch in seiner ersten Saison 1965/66 die Meisterschaft holte. In der Spielzeit 1966/67 zog Dukla ins Halbfinale des Europapokals der Landesmeister ein. 1969 beendete Tošnar seine Tätigkeit als Assistenztrainer des Fußballklubs.
Zwischen 1959 und 1962 wirkte Tošnar zugleich als Vorsitzender der methodischen Kommission des tschechoslowakischen Sports. In den Jahren 1970–1983 war er beim tschechoslowakischen Verteidigungsministerium in der Verwaltung für den Spitzen- und Leistungssport tätig.
Tošnar war mit der Sprinterin Zdena Tošnarová, geborene Petrová (1927–2001), verheiratet. Sein Bruder Pavel Tošnar (* 1933) war ebenfalls Leichtathlet, seine Enkelin Petra Tošnarová ist international im Taekwondo aktiv.

## Sportliche Karriere
Entdeckt wurde Tošnar durch Antonín Friedl, der ihn bis 1950 trainierte. Tošnar war von 1941 bis 1945 für den SK Moravská Slavia, von 1946 bis 1947 für VS Brno, 1948 für Sokol Královo Pole, 1949–1950 für Včela Brno und von 1950 bis 1958 für ATK-ÚDA-Dukla Praha aktiv.
Am 2. Juli 1949 unterbot Tošnar in Prag als erster tschechoslowakischer Läufer auf der 110-Meter-Hürden-Strecke mit 14,9 s die 15-Sekunden-Grenze.
Tošnar war sechsmaliger tschechoslowakischer Meister über 110 Meter Hürden (1946–1950, 1954) und zweimaliger Landesmeister über 400 Meter Hürden (1948–1949). Außerdem wurde er 1946 Landesmeister mit der 4-mal-100-Meter-Staffel und 1951 mit der 4-mal-400-Meter-Staffel. In den Jahren 1948, 1950–1952 und 1955 gewann Tošnar den Großen Preis von Prostějov.
Tošnar lief elf nationale Rekorde. Die tschechoslowakische Bestzeit auf der 110-Meter-Hürden-Strecke verbesserte er fünfmal von 15,1 auf 14,6 s In den Jahren 1946, 1947 und 1949 erreichte Tošnar über 200 Meter Hürden drei nationale Rekorde und verbesserte seine Zeiten dabei von 25,5 auf 24,8 s. Den tschechoslowakischen Landesrekord über 400 Meter Hürden verbesserte 1949 zweimal von 54,4 auf 54,1 s. Mit der 4-mal-400-Meter-Staffel lief er 1951 in 3:22,2 min einen neuen Landesrekord.
Für die Tschechoslowakei startete Tošnar zwischen 1946 und 1955 bei 24 internationalen Wettkämpfen, darunter bei den Leichtathletik-Europameisterschaften 1946 und 1950. Bei den International University Games (Pre-Universiade) der CIE erzielte Tošnar 1947 in Paris auf der 110-Meter-Hürden-Strecke mit 15,2 s den zweiten Platz. Bei den World Student Games 1949 in Budapest wurde er auf der gleichen Distanz mit 15,1 s wiederum Zweiter und kam über 400 Meter Hürden in 55,8 s auf den 5. Platz. 1951 kam Tošnar bei den World Student Games in Berlin über 110 Meter Hürden in 14,6 s auf den 3. Platz.
Im Jahre 1958 beendete er seine aktive sportliche Laufbahn.

## Persönliche Bestzeiten
- 110 m Hürden: 14,6 s, 1950
- 200 m Hürden: 24,8 s, 1949
- 400 m Hürden: 54,1 s, 1949
- 100 m: 10,9 s, 1950
- 4 × 400-m-Staffel: 3:22,2 min, 1951

## Auszeichnungen
- 1953: Meister des Sports
- 1961: Mustertrainer

## Publikationen
- Překážkové běhy (Mitautor), Sportovní a turistické nakl., Prag 1962